# Kisan Nagar
Kisan Nagar – gaun wikas samiti w środkowej części Nepalu w strefie Dźanakpur w dystrykcie Mahottari. Według nepalskiego spisu powszechnego z 2001 roku liczył on 1358 gospodarstw domowych i 7943 mieszkańców (3834 kobiet i 4109 mężczyzn).